# Frémin de Cotte
Frémin de Cotte (ou Fremin de Cotte) est architecte français né en 1591, à Paris (Passy), mort en 1666 à Paris.

## Biographie
Il est le fils de Louis de Cotte, tailleur de pierre.
Frémin de Cotte est un maître maçon et entrepreneur actif à Paris et en Île-de-France, entre 1620 et 1650.
Il est architecte et ingénieur ordinaire du Roi Louis XIII. Il a servi comme ingénieur au siège de La Rochelle où il a été blessé.
Il a été maître maçon et l'entrepreneur qui a réalisé l'église de l'Oratoire de Paris sur les plans de l'architecte Clément II Métezeau après 1621, avant que ce dernier soit remplacé par Jacques Lemercier, en 1622.
En 1634, il est qualifié le titre de « juré du roi ès œuvres de maçonnerie ». En 1635 il travaille sur les écuries de l'hôtel de Soissons, puis, avec Jacques Lemercier, sur l'hôtel de Liancourt, rue de Seine.
Il est très sollicité comme juré-expert.
Il publie un traité des ordres d'architecture, en 1644.
En 1657, il intervient avec Jean Pasquinot comme maître maçon juré dans le quartier du Faubourg-du-Roule pour expertiser la chapelle dont il recommande la démolition et la reconstruction.
Il est marié avec Marie Toulet. Il est le père de Charles de Cotte, architecte, et le grand-père de Robert de Cotte.

## Publication
- Frémin de Cotte, Explication facile et briefve des cinq ordres d'architecture, rue de Verbois, chez l'auteur, 1644, 10 p. (présentation en ligne)